# Lista de produtos com indicação geográfica protegida de Portugal

Versão portuguesa do logotipo que acompanha os produtos com Indicação Geográfica Protegida (IGP) pela União Europeia.

A Indicação Geográfica Protegida (IGP) é uma classificação ou certificação oficial regulamentada pela União Europeia (UE) atribuída a produtos gastronómicos ou agrícolas tradicionalmente produzidos numa região. 
De Portugal, já foram registados, ao nível da União Europeia perto de 60 produtos, estando outros produtos numa das fases prévias do processo, como a fase de apresentação ou a fase de publicação.
Não confundir com produtos com Indicação Geográfica (IG) ou com Denominação de Origem Protegida (DOP).
O nomes estão escritos (nomeadamente na utilização de maiúsculas) de acordo com a denominação usada na respectiva fonte referenciada.

## Lista de produtos

### Carnes
Carne (e miudezas) frescas

#### Carne de ovinos
- Borrego do Baixo Alentejo [2]
- Borrego da Beira [3]
- Borrego do Nordeste Alentejano [4]
- Borrego de Montemor-o-Novo [5]
- Cordeiro de Barroso, Anho de Barroso ou Cordeiro de leite de Barroso [6]

#### Carne de caprinos
- Cabrito do Alentejo [7]
- Cabrito de Barroso [8]
- Cabrito da Beira [9]
- Cabrito da Gralheira [10]
- Cabrito das Terras Altas do Minho [11]

#### Carne de bovinos
- Carne dos Açores [12]
- Carne de Bovino Cruzado dos Lameiros do Barroso [13]
- Vitela de Lafões [14]

### Produtos à base de carne
- Alheira de Mirandela
- Alheira de Barroso-Montalegre [15]
- Alheira de Vinhais [16]
- Butelo de Vinhais, Bucho de Vinhais e Chouriço de Ossos de Vinhais [17]
- Cacholeira Branca de Portalegre [18]
- Chouriça Doce de Vinhais [19]
- Chouriça de Carne de Barroso-Montalegre [20]
- Chouriça de Carne de Vinhais ou Linguiça de Vinhais [21]
- Chouriço de Abóbora de Barroso-Montalegre [22]
- Chouriço Azedo de Vinhais, Azedo de Vinhais e Chouriço de Pão de Vinhais [23]
- Chouriço de Carne de Estremoz e Borba [24]
- Chouriço grosso de Estremoz e Borba [25]
- Chouriço Mouro de Portalegre [26]
- Chouriço de Portalegre [27]
- Farinheira de Estremoz e Borba [28]
- Farinheira de Portalegre [29]
- Linguíça do Baixo Alentejo ou Chouriço de carne do Baixo Alentejo [30]
- Linguiça de Portalegre [31]
- Lombo Branco de Portalegre [32]
- Lombo Enguitado de Portalegre [33]
- Morcela de Assar de Portalegre [34]
- Morcela de Cozer de Portalegre [35]
- Morcela de Estremoz e Borba [36]
- Paia de Estremoz e Borba [37]
- Paia de Lombo de Estremoz e Borba [38]
- Paia de Toucinho de Estremoz e Borba [39]
- Painho de Portalegre [40]
- Paio de Beja [41]
- Presunto de Barroso [42]
- Presunto de Campo Maior e Elvas e Paleta de Campo Maior e Elvas [43]
- Presunto de Santana da Serra e Paleta de Santana da Serra [44]
- Presunto de Vinhais ou Presunto Bísaro de Vinhais [45]
- Salpicão de Barroso-Montalegre [46]
- Salpicão de Vinhais [47]
- Sangueira de Barroso-Montalegre [48]

### Queijos
- Queijo mestiço de Tolosa [49]

### Frutas, produtos hortícolas e cereais
Frutas, produtos hortícolas e cereais não transformados ou transformados
- Arroz Carolino das Lezírias Ribatejanas [50]
- Batata doce de Aljezur [51]
- Batata de Trás-os-Montes [52]
- Cereja da Cova da Beira [53]
- Citrinos do Algarve [54]
- Maçã de Alcobaça [55]
- Maçã da Beira Alta [56]
- Maçã da Cova da Beira [57]
- Maçã de Portalegre [58]
- Meloa de Santa Maria - Açores [59]
- Pêssego da Cova da Beira [60]

### Padaria, de pastelaria,etc.
Produtos de padaria, de pastelaria, de confeitaria ou da indústria de bolachas e biscoitos.
- Ovos Moles de Aveiro [61]
- Pastel de Chaves [62]
- Pastel de Tentúgal [63]

## Ligações Externas
- Produtos de Qualidade em Portugal no sítio do Ministério com a pasta da Agricultura.